# Andrzej W. Sawicki
Andrzej Wojciech Sawicki (ur. 1974 w Warszawie) – polski autor fantastyczno-historyczny.
Z wykształcenia inżynier chemik, zajmujący się syntezą substancji aktywnych leków. Współautor kilku wynalazków z dziedziny chemii.
Jako pisarz debiutował w 2004 roku na łamach magazynu sieciowego Fahrenheit, opublikował kilkadziesiąt opowiadań i kilka powieści.

### Powieści
- Inkluzja (Fabryka Słów, 2009)[2]
- Nadzieja czerwona jak śnieg (Bellona/Runa, 2011)[3]
- Furia błękitna jak ogień (RW2010, 2016, ebook)
- Kampanie Kazimierza Luxa. Tom 1. Honor Legionu (Erica, 2013)[4]
- Kampanie Kazimierza Luxa. Tom 2. Szabla Sobieskiego (Erica, 2014)[5]
- Kampanie Kazimierza Luxa. Tom 3. Sto krwawych sztandarów (w przygotowaniu)
- Aposiopesis (Rebis, 2014)[6]
- Dobry glina. Tom 1. Żołnierze miłujący (Erica, 2014)[7]
- Dobry glina. Tom 2. Synowie mojżeszowi (w przygotowaniu)
- Dobry glina. Tom 3. Książęta dziadowscy (w przygotowaniu)
- Dobry glina. Tom 4. Kałamarze kancelaryjni (w przygotowaniu)
- Smocze koncerze (Rebis, 2016)
- Pierwszy glina (Wydawnictwo Literate, 2019)[8]

### Zbiory opowiadań
- Kolce w kwiatach (RW2010, 2012, 2016, ebook)[9] – zbiór opowiadań ze świata powieści Nadzieja czerwona jak śnieg
- Machine de Pologne (Fantazmaty, 2023)[10]

### Opowiadania
- Spacer po Warszawie (online, Fahrenheit nr 43, grudzień 2004)[11]
- Uprowadzenie królowej (Magazyn Fantastyczny 2 (8) 2006)
- Xiu i Shao (Science Fiction Fantasy i Horror 6 (9) 2006) – opublikowane również jako rozdział 1 powieści Inkluzja
- Głębokie połowy (online, Mythai, 2006)[12] – opowiadanie ze świata powieści Inkluzja
- Przebudzenie czarownicy (online, Mythai, 2007)[13]
- Czarne słońce (online, TerraFantastica, 2007) – opowiadanie ze świata powieści Inkluzja
- Milion w skali Beauforta (online, TerraFantastica, 2007) – opowiadanie ze świata powieści Inkluzja
- Huragan w Dolinie Wiatru (online, Fahrenheit nr 59, czerwiec-lipiec 2007)[14]
- Na końcu świata (antologia Kochali się, że strach, Fabryka Słów, 2007)[15]
- A kto umarł, ten nie żyje? (Magazyn Fantastyczny 2 (11) 2007)
- Inkluzja w szkarłacie (Science Fiction Fantasy i Horror 1 (15) 2007) – opublikowane również jako rozdział 2 powieści Inkluzja
- Czas końca (Science Fiction Fantasy i Horror 6 (20) 2007) – opublikowane również jako rozdział 3 powieści Inkluzja
- Aniołki Czackiego. Diabli nadali (online, Science Fiction Fantasy i Horror 8 (34) 2008)
- Aniołki Czackiego. Diabli nadali (uzupełnienie) (online, Science Fiction Fantasy i Horror 9 (35) 2008)
- Miasto strażników (online, Science Fiction Fantasy i Horror 11 (37) 2008, ebook)
- Aniołki Czackiego. Romeo i Julia (online, Science Fiction Fantasy i Horror 1 (40) 2009, ebook)
- Do głębi serca (antologia Nawiedziny, Fabryka Słów, 2009)[16]
- Pies i dusze łotrów (online, Magazyn Fantastyczny 2 (15) 2009)
- Światło w ciemności (online, Science Fiction Fantasy i Horror 7 (46) 2009)
- Poza światem (online, Fahrenheit nr 67, październik 2009)[17]
- Bunt samców (online, ebook, Science Fiction Fantasy i Horror 11 (61) 2010; antologia Rok 2012, RW2010, 2012, ebook)
- Grabarz i ogrodniczka (antologia Jeszcze nie zginęła, Fabryka Słów, 2010)[18]
- Bóg jest z nami (antologia Księga wojny, Runa, 2011)[19]
- Niezwykły przypadek Martyny Gewalt (online, ebook, 2011; zbiór opowiadań Kolce w kwiatach, RW2010, 2012, ebook; antologia Rok 2012, RW2010, 2012, ebook)[20][21] – opowiadanie ze świata powieści Nadzieja czerwona jak śnieg
- Kolce w kwiatach (Science Fiction Fantasy i Horror 6 (68) 2011; zbiór opowiadań Kolce w kwiatach, RW2010, 2012, ebook) – opowiadanie ze świata powieści Nadzieja czerwona jak śnieg
- Jak wiatr na stepie (Science Fiction Fantasy i Horror 9 (71) 2011; zbiór opowiadań Kolce w kwiatach, RW2010, 2012, ebook) – opowiadanie ze świata powieści Nadzieja czerwona jak śnieg
- Widok spod kurhanu (zbiór opowiadań Kolce w kwiatach, RW2010, 2012, ebook) – opowiadanie ze świata powieści Nadzieja czerwona jak śnieg
- Czekając, aż skończy się wszystko (zbiór opowiadań Kolce w kwiatach, RW2010, 2012, ebook) – opowiadanie ze świata powieści Nadzieja czerwona jak śnieg
- Nadejście zimy (antologia Science fiction po polsku, Paperback, 2012)[22]
- Przy świetle księżyca (Fantastyka – wydanie specjalne 2 (39) 2013) – opowiadanie ze świata powieści Nadzieja czerwona jak śnieg
- Opowieść o wróżce (online, Szortal, 2013)[23]
- Ostrożnie z ogniem! (Szortal Na Wynos Wydanie Specjalne Zima 2014, ebook)[24]
- Relikwiarz (online, FantastykaPolska, 2014)
- Księżniczka i śpiący rycerze (Nowa Fantastyka 8 (383) 2014)
- Żegnaj, laleczko (antologia I żywy stąd nie wyjdzie nikt, Fabryka Słów, 2014)[25]
- Machine de Pologne (online, antologia Szablą i wąsem, RW2010, 2014, ebook)[26]
- Czas przemienienia (antologia Horyzonty zdarzeń, Rebis, 2015) – opowiadanie ze świata powieści Aposiopesis